# Socialización política
La socialización política es un proceso fundamental en la formación de los individuos como actores políticos dentro de una sociedad. Se trata de un fenómeno complejo que implica la adquisición y el desarrollo de actitudes, valores, creencias. Este proceso tiene lugar a lo largo de toda la vida y está influenciado por diversos agentes y contextos. La socialización política ha sido un campo de estudio central en la psicología política, que busca entender cómo las personas se convierten en actores políticos informados y participativos.

## Historia del abordaje de la socialización política
El interés por comprender la socialización política surge tempranamente en la historia de la psicología política. En la década del '30 se comienzan a realizar los primeros estudios sistemáticos sobre este tema, enmarcados en modelos tradicionales de socialización política de corte funcionalista. Estos enfoques explican la socialización política como un proceso de arriba hacia abajo, priorizando la adaptación de los individuos al statu quo político vigente.. El estudio de la socialización política ganó relevancia en las décadas de 1950 y 1960, centrándose en las primeras etapas de la vida (infancia y niñez).

### Inicios y primeras teorías
La psicología política ha abordado la socialización política desde mediados del siglo XX. Los estudios iniciales se centraron en la formación de la identidad política en la infancia y la adolescencia. Herbert Hyman fue uno de los primeros en destacar la importancia de la socialización política en su obra "Political Socialization: A Study in the Psychology of Political Behavior" . Hyman argumentó que la familia juega un papel crucial en la formación de las primeras orientaciones políticas de los individuos, sugiriendo que las actitudes y valores políticos se transmiten de generación en generación.

### Desarrollo de la Teoría
En la década de 1960, David Easton amplió el enfoque de la socialización política en su trabajo seminal "The Child's Acquisition of Regime Norms: Political Efficacy". Estos investigadores introdujeron el concepto de eficacia política, refiriéndose a la creencia de los individuos en su capacidad para influir en el proceso político. Easton explora cómo los niños desarrollan confianza en las instituciones políticas y en su propio papel dentro del sistema político, destacando el papel de la escuela y otras instituciones en este proceso.

### Estudios Longitudinales
Durante las décadas de 1970 y 1980, se realizaron estudios longitudinales que seguían a los individuos a lo largo del tiempo para observar cómo sus actitudes y comportamientos políticos evolucionaban. Un ejemplo notable es el trabajo de M. Kent Jennings y Richard G. Niemi, quienes llevaron a cabo investigaciones que analizaron cómo las experiencias durante la adolescencia y la adultez temprana influyen en la orientación política a largo plazo. Estos estudios demostraron que las experiencias tempranas, como la participación en actividades cívicas y políticas, tienen un impacto duradero en las actitudes políticas.

### Influencia de los Medios de Comunicación
En las décadas de 1980 y 1990, la atención se centró en la influencia de los medios de comunicación en la socialización política. Investigadores como Doris A. Graber estudiaron cómo los medios tradicionales (televisión, radio, prensa) y, más tarde, los medios digitales y las redes sociales afectan las percepciones políticas y el comportamiento de los individuos. Estos estudios mostraron que los medios de comunicación no solo informan sobre eventos políticos, sino que también moldean las interpretaciones y actitudes de la audiencia. 

### Perspectivas Contemporáneas
En el siglo XXI, la investigación sobre la socialización política ha continuado evolucionando para incluir una mayor diversidad de contextos y agentes. La globalización, el acceso a información digital y las redes sociales han transformado la manera en que las personas adquieren y procesan información política. Estas nuevas tendencias coinciden con la necesidad de volver a situar a los niños como la etapa más importante del ciclo vital.

## Aproximación conceptual
La socialización política se enmarca en un proceso más amplio de socialización, entendido como la internalización de competencias sociales a lo largo de la vida. La socialización política se refiere al proceso mediante el cual los individuos adquieren y desarrollan su orientación política. Este proceso abarca la internalización de normas, valores, creencias y comportamientos políticos que permiten a los individuos funcionar como miembros efectivos de una sociedad política. La socialización política es un fenómeno continuo que puede verse afectado por experiencias y cambios significativos a lo largo de la vida. 
Desde múltiples perspectivas, la socialización política puede entenderse como un proceso cultural, de desarrollo y aprendizaje, así como un intercambio bidireccional generacional. En este sentido, se integra de manera secundaria dentro de la socialización general de una persona, quien absorbe contenidos políticos mientras se socializa culturalmente. Desde un enfoque más sistémico, la socialización política puede conceptualizarse como un modelo que replica los contenidos de la cultura política, contribuyendo a la estabilidad política.
Hoy en día, se reconoce que la socialización política ya no puede ser definida exclusivamente como un proceso vertical, donde los ciudadanos son pasivamente socializados por agentes dominantes. Este modelo ha evolucionado hacia una socialización más horizontal, donde los agentes y actores interactúan activamente con los individuos socializados en un diálogo continuo y mutuamente enriquecedor.

## Momentos y etapas de la socialización política
Los momentos y las etapas de la socialización política han sido fundamentales para desarrollar una definición comprensiva del proceso. Durante sus inicios, hasta los años 70, los estudios se centraron principalmente en las primeras etapas del ciclo vital, como la infancia y la adolescencia. A partir de los años 70, los estudios comenzaron a prestar más atención a las etapas intermedias y finales de la vida.
Dado que la socialización política es un proceso que se desarrolla a lo largo de todo el ciclo vital, diferentes modelos han tratado de identificar el período de la vida más relevante y con mayor influencia en la socialización política de los ciudadanos. Existen tres modelos explicativos principales que abordan este proceso:
1. Modelo de persistencia: Este modelo se centra en la infancia y la adolescencia, argumentando que las orientaciones políticas adquiridas en estas etapas tempranas tienden a persistir a lo largo de la vida. Se sugiere que las primeras influencias, como la familia y la escuela, son cruciales para la formación de la identidad política.
2. Modelo de los años influenciables: Como una variante del modelo de persistencia, este enfoque pone énfasis en la adolescencia tardía y la adultez temprana. Se considera que durante este período, los individuos son particularmente receptivos a nuevas ideas y experiencias políticas, lo que puede llevar a cambios significativos en sus orientaciones políticas.
3. Modelo del cambio continuo: Este modelo propone que los individuos permanecen receptivos a influencias políticas a lo largo de toda su vida. Según este enfoque, la socialización política no se detiene en una etapa específica, sino que es un proceso dinámico que puede ser afectado por nuevas experiencias y cambios en el entorno social y político en cualquier momento de la vida.
4. Modelo del ciclo vital: Este modelo propone que la influencia de la socialización política varía según los diferentes estadios del ciclo vital. La relevancia y el impacto de las experiencias y agentes de socialización política dependen del momento vital en el que se encuentre el individuo, sugiriendo que la influencia política se adapta y evoluciona a medida que las personas pasan por diferentes etapas de la vida.

Estos modelos explicativos y la descripción de las etapas clave proporcionan un marco comprensivo para entender cómo y cuándo se desarrollan las orientaciones políticas, destacando la complejidad y la continuidad del proceso de socialización política a lo largo de la vida. A continuación, se detallan las etapas clave de la socialización política según estos modelos:
- Infancia: Durante la infancia, la socialización política se centra en la adquisición de valores y normas básicas. La familia es el principal agente de socialización, y los niños desarrollan sus primeras orientaciones hacia la autoridad y la obediencia.

- Adolescencia: En la adolescencia, los individuos comienzan a formarse opiniones políticas más concretas y a desarrollar una identidad política. La escuela, los compañeros y los medios de comunicación juegan un papel importante en esta etapa.

- Adultez temprana: En la adultez temprana, las experiencias laborales, la educación superior y la participación en actividades comunitarias y políticas continúan moldeando las orientaciones políticas. Esta etapa es crucial para la consolidación de la identidad política y la participación cívica.

- Adultez: Durante la adultez, la socialización política puede estar influenciada por eventos significativos, como crisis económicas, conflictos políticos y cambios en el entorno social. La estabilidad o el cambio en las orientaciones políticas puede depender de la acumulación de experiencias y la revaluación de creencias previas.

## Agencias, agentes y ámbitos de la socialización política
La socialización se produce mediante la intervención de personas (agentes) e instituciones (agencias), quienes se encargan de transmitir valores, normas y rasgos culturales. En este contexto, Benedicto sugiere la implementación de la noción de "ámbitos de socialización" como un espacio donde los diversos actores pueden interactuar de una forma más horizontal dentro de un contexto sociocultural específico Entre los agentes, agencias y ámbitos de socialización están: 
- Familia: La familia es el primer y más influyente agente de socialización política. A través de la comunicación y la observación, los niños aprenden valores y normas políticas de sus padres y otros miembros de la familia.[18]
- Escuela: La escuela proporciona una socialización política formal mediante la educación cívica y la enseñanza de la historia. Además, las interacciones con maestros y compañeros también influyen en las actitudes políticas.

- Medios de comunicación: Los medios de comunicación, incluidos los tradicionales (televisión, radio, prensa) y los digitales (internet, redes sociales), son agentes poderosos de socialización política. Los medios moldean las percepciones políticas al proporcionar información y encuadrar eventos y temas.

- Grupos de pares: Los compañeros y amigos son importantes en la formación de opiniones políticas, especialmente durante la adolescencia y la adultez temprana. Las discusiones y las actividades compartidas en estos grupos pueden reforzar o desafiar las creencias políticas.

- Trabajo y organizaciones: Las experiencias laborales y la participación en organizaciones comunitarias, sindicales o políticas pueden influir en las orientaciones políticas. Estas experiencias proporcionan contextos para la discusión y el compromiso con temas políticos.[19]